# Narcissus × libarensis
Narcissus × libarensis là một loài thực vật có hoa lai ghép trong họ Amaryllidaceae. Loài này được Sánchez García & Mart.Ort. mô tả khoa học đầu tiên năm 1995.